# Ossy Kolmann
Oswald „Ossy“ Kolmann (* 10. Jänner 1928 in Wien; † 18. Juli 2016 in Wien) war ein österreichischer Schauspieler, Kabarettist, Sänger und Komiker.

## Leben und Werk

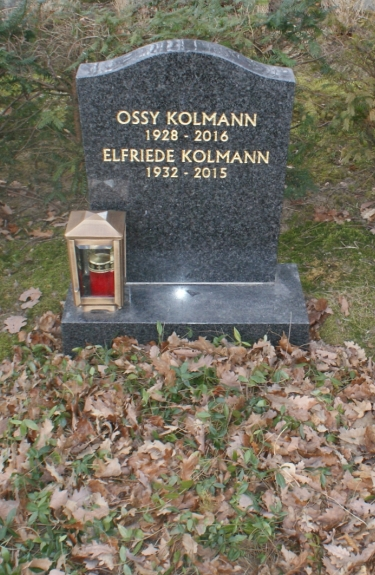
Grabstätte Ossy Kolmann

Kolmann, ein gelernter Fernmeldetechniker, nahm von 1948 bis 1951 Schauspielunterricht an der Schauspielschule der Gewerkschaft. Sein Bühnendebüt feierte er im Kabarett Wiener Werkel, mit dem er auch verschiedene Gastspielreisen, auch nach Deutschland und in die Schweiz, unternahm. 1958 holte Karl Farkas Kolmann ins Kabarett Simpl. Dann spielte Kolmann am Operettenhaus Hamburg, am Theater an der Wien, am Wiener Volkstheater und am Raimundtheater. 1973 erhielt er ein Engagement an der Wiener Volksoper, wo er 20 Jahre lang Ensemblemitglied war. Sein Filmdebüt gab Ossy Kolmann in der Fernsehsendung Bilanz des Monats, gefolgt von weit über hundert weiteren Fernsehproduktionen. Populär wurde er vor allem als ständig betrunkener Hotelgast Kerzl in der ORF-Serie Hallo – Hotel Sacher … Portier! und als „Herr Straub“ im Café Lotto (Alles ist möglich!). Im Radio gab er in der Sendung Autofahrer unterwegs den Herrn Montag. Von 1991 bis 1993 präsentierte er gemeinsam mit Michael Niavarani die ORF-Sendung Wer lacht, gewinnt. 1993 wechselte er ans Theater in der Josefstadt, dessen Ehrenmitglied er 1998 wurde.
Die Parkinson-Krankheit beendete seine Schauspieltätigkeit. Seinen letzten öffentlichen Auftritt hatte er 2003, als ihm der Titel „Kammerschauspieler“ verliehen wurde. Zu seinem 80. Geburtstag im Jahr 2008 zeigte er sich ein letztes Mal, da eine Dokumentation über ihn gedreht wurde.
Kolmanns Schwiegersohn war Martin Flossmann.
Die Urne Ossy Kolmanns wurde am 7. September 2016 im engsten Familien- und Freundeskreis auf dem Neustifter Friedhof (Gr. U6, Nr. 190) in Wien-Währing beigesetzt. Elfriede Ott und Herbert Föttinger sprachen zum Abschied.

## Filmografie (Auswahl)
- 1961: Mann im Schatten
- 1965: Das Mädel aus dem Böhmerwald
- 1965: Stahlnetz: Nacht zum Ostersonntag (Krimiserie)
- 1968: Paradies der flotten Sünder
- 1968: Oberinspektor Marek (Fernsehserie) – An einem einzigen Tag
- 1969: Alle Kätzchen naschen gern
- 1970: Zug fährt Wiental
- 1970: Dornwittchen und Schneeröschen
- 1970: Unsere Pauker gehen in die Luft
- 1971: Wiener Blut
- 1971: Die Abreise (Fernsehfilm)
- 1971: Wenn der Vater mit dem Sohne (Fernsehserie) 1 Folge, Nr. 7 – Mein Freund Charly
- 1972: Immer Ärger mit Hochwürden
- 1973–1974: Hallo – Hotel Sacher … Portier! (Fernsehserie)
- 1973: Das Wandern ist Herrn Müllers Lust
- 1978: Die Straße (Fernsehfilm)
- 1979: Austern mit Senf
- 1979: Lasst uns lügen (Fernsehfilm)
- 1979: Himmel, Scheich und Wolkenbruch / Traumschiff nach Casablanca
- 1980: Ringstraßenpalais (Fernsehserie)
- 1982: Tatort – Mordkommando (Fernsehreihe)
- 1983: Der gute Engel (Fernsehserie)
- 1985: Xander Vrüpp gibt ein Beispiel
- 1985: Die Einsteiger
- 1985: Tatort – Baranskis Geschäft
- 1986: Xander Vrüpp wünscht alles Gute zum Geburtstag
- 1986: Geld oder Leber!
- 1987: Zärtliche Chaoten
- 1988: Heiteres Bezirksgericht (Fernsehserie)
- 1989: Der brave Sünder (Fernsehfilm)
- 1990–1998: Tohuwabohu (Fernsehserie)
- 1991–1993: Ein Schloss am Wörthersee (Fernsehserie) 2 Folgen
- 1994: Der Salzbaron (Fernsehserie)
- 1995: Die Spanische Fliege (Fernsehfilm)
- 1999: Tatort – Absolute Diskretion

## Hörspiele (Auswahl)
- 1972: Bertolt Brecht: Mutter Courage und ihre Kinder – Regie: Edwin Zbonek (ORF)

## Auszeichnungen und Ehrungen
- 1975: Goldene Kamera
- 1984: Ehrenmedaille der Bundeshauptstadt Wien in Gold
- 1999: Ehrenkreuz für Wissenschaft und Kunst I. Klasse
- 2003: Ernennung zum Kammerschauspieler
- 2004: Goldenes Ehrenzeichen für Verdienste um das Land Wien

Kolmann ist vor allem für seine Leistungen auf der Bühne ausgezeichnet worden, wo er auch seine größten Erfolge feierte.

## Trivia
- 2014: Im Kabarett-Comic Der Blöde und der Gscheite – Die besten Doppelconferencen (Amalthea Signum Verlag | Text: Hugo Wiener | Zeichnungen: Reinhard Trinkler) tritt Ossy Kolmann als wiederkehrende Comicfigur auf, an der Seite seiner Schauspielkollegen Maxi Böhm, Fritz Eckhardt, Karl Farkas u. a.